# Captura de Fort Bute
La batalla de Baton Rouge va ser una important victòria espanyola el 7 de setembre de 1779 durant la Revolució americana. Baton Rouge va ser el segon enclavament britànic a caure en mans hispanes durant la campanya de Bernardo de Gálvez y Madrid cap a l'Oest de la Florida.

## Antecedents
Pel Tractat de París de 1763, Espanya va cedir al Regne de la Gran Bretanya Les Florides, a canvi de la retirada de les ciutats de l'Havana i Manila. De França va rebre, en compensació pel resultat de la guerra, la Louisiana, que el país gal no podia mantenir.
Espanya va entrar oficialment en la Guerra d'Independència dels Estats Units el 8 de maig de 1779, amb una declaració formal de guerra de Carles III d'Espanya. Aquesta declaració va ser seguida per una altra el 8 de juliol que va autoritzar els seus súbdits colonials per participar en les hostilitats contra els britànics. Quan Bernardo de Gálvez y Madrid, governador de Louisiana va rebre la notícia d'aquest el 21 de juliol, immediatament va començar a planejar operacions ofensives per recuperar el territori cedit.
El 27 d'agost, Gálvez va sortir de Nova Orleans per terra cap a Baton Rouge amb una força de 520 regulars, dels quals aproximadament dos terços eren reclutes recents, 60 milicians, 80 negres i mulats lliures, i deu voluntaris nord-americans encapçalats per Oliver Pollock. A mesura que va marxar riu amunt, la força va augmentar en altres 600 homes, entre indis i els acadians, arribant a ser 1.400 homes, però es van reduir en diversos centenars a causa de la duresa de la marxa, abans d'arribar a Fort Bute.

## Batalla
La matinada del 7 de setembre, els espanyols van atacar Fort Bute, defensada per 23 granaders del Principat de Waldeck comandats pel capità von Haake i després d'una breu escaramussa en la qual un alemany va morir, es va lliurar la major part de la guarnició., i els sis homes que van escapar de la captura es van obrir pas fins a Baton Rouge per notificar a les tropes britàniques de la captura de la fortalesa.

## Conseqüències
La victòria espanyola va permetre que, pocs dies més tard, els soldats dels Estats Units poguessin navegar cap al llac Pontchartrain amb la seva benedicció i expulsar les forces britàniques restants de les seves aigües.
Avançant amb les seves tropes des Fort Bute, Bernardo de Gálvez y Madrid va arribar a Baton Rouge el 20 de setembre, on els britànics van resistir tres hores de ferotge lluita i finalment es van rendir. Els termes de la capitulació establerts per Bernardo de Gálvez incloïen també la rendició dels 80 infants regulars del proper Fort Panmure, avui dia Natchez. D'aquesta manera es desvetllava completament l'estuari del riu Mississipi de forces angleses, posant el gran curs navegable del riu sota control aliat. Gálvez va tornar a Nova Orleans i va començar a planejar una campanya contra Mobile i Pensacola, les fortaleses restants Britànica a l'oest de Florida.